# Antonín Horný
Antonín František Horný (29. dubna 1824 Strážnice – 12. října 1908 Vídeň, 1. okres, Stephansplatz 5) byl český církevní hodnostář, profesor na univerzitě v Olomouci a ve Vídni a rektor olomoucké univerzity.

## Život
Narodil se ve Strážnici na Moravě. Po maturitě na strážnickém gymnáziu studoval nejprve na filozofické fakultě v Olomouci a poté v kněžském semináři ve Vídni. V roce 1847 byl vysvěcen na kněze a roku 1850 získal doktorát teologie. Bezprostředně poté nastoupil jako profesor církevních dějin na olomoucké univerzitě, kde byl v roce 1853 zvolen rektorem. Koncem roku 1857 byl jmenován profesorem na vídeňské univerzitě a z toho titulu se roku 1867 stal kanovníkem vídeňské metropolitní kapituly u sv. Štěpána. Tam v letech 1875 až 1891 zastával úřad preláta scholastika. V roce 1891 byl jmenován papežským prelátem a dále prelátem kustodem při chrámu sv. Štěpána. Mimo to zastával mnoho jiných církevních funkcí.
Od roku 1865 byl předsedou jednoty sv. Metoděje, která podporovala vzdělání a duchovní péči o vídeňské Čechy. V roce 1886 věnoval dům ve Strážnici zděděný po rodičích ke zřízení kláštera milosrdných sester s dětskou opatrovnou a dívčí školou s českým vyučovacím jazykem. Za svou obětavost byl jmenován čestným občanem města. Dnes je po něm ve Strážnici pojmenována ulice Preláta Horného.